# 石川県道159号金沢停車場北線
石川県道159号金沢停車場北線（いしかわけんどう159ごう かなざわていしゃじょうきたせん）は、石川県金沢市内にある一般県道（石川県道）である。通称東大通りと呼ばれている。

## 路線概要
- 起点：石川県金沢市堀川町34番地先（＝金沢駅前中央交差点・石川県道13号金沢停車場線、石川県道146号金沢停車場南線、石川県道200号向粟崎安江町線交点）
- 終点：石川県金沢市鳴和一丁目1番地先（＝鳴和交差点・国道359号交点）

起点のIRいしかわ鉄道線金沢駅前より東に進み、中島大橋で浅野川を渡り、金沢東警察署前を経て、終点の鳴和交差点に至る。終点では2008年3月31日までは国道159号が混同していた。

## 歴史
- 1973年（昭和48年）3月31日：路線認定。かつて、 石川県道146号金沢停車場南線（現在の通称「昭和大通り」）とまとめて、「二万堂東大通り」という通称で呼ばれていた。
- 2008年（平成20年）4月1日：国道8号津幡北バイパス開通に伴う路線指定変更により、終点の国道159号から国道359号に変更。これにより、国道と県道の混同がなくなった。

## 通過する自治体
- 石川県
  - 金沢市

## 接続道路
- 石川県道13号金沢停車場線、石川県道146号金沢停車場南線（金沢市堀川町・金沢駅前交差点：起点）
- 石川県道200号向粟崎安江町線（同市堀川町・堀川町交差点）
- 国道359号（同市鳴和1丁目・鳴和交差点：終点）

## 重複区間
- 石川県道200号向粟崎安江町線（同市浅野本町・浅野本町交差点 - 同市堀川町・金沢駅前交差点：終点）

## 周辺
- 北陸新幹線・IRいしかわ鉄道線 金沢駅
- 金沢東警察署

## 別名
- 東大通り（金沢市）